# إعصار مايكل
إعصار مايكل هوَ أشد إعصار استوائي يضربُ الولايات المتحدة منذ إعصار أندرو عام 1992 كما يُعتبر ثالث أقوى إعصار –من حيثُ الشدة– في تاريخ الولايات المتحدة وذلك بعدَ إعصار عيد العمال عام 1935 وإعصار كاميل في 1969، وهو رابع أقوى إعصار –من حيث سرعة الرياح– كما يُعتبر أقوى إعصار يضرب ولاية فلوريدا.
نشأَ إعصار مايكل بعدَ تجمّع منخفض جوي في غرب البحر الكاريبي ثم سُرعان ما أصبحَ منخفضًا استوائيًا في 7 تشرين الأول/أكتوبر وذلك بعد أسبوع تقريبًا من التطور البطيء. في اليوم التالي؛ تكثفت قوّة الإعصار بالقرب من الطرف الغربي لدولة كوبا ثم انتقلَ شمالا ووصل إلى خليج المكسيك. بحلول 9 تشرين الأول/أكتوبر تمكنت وكالات الأرصاد الجويّة من تحديدِ الإعصار وأشارت إلى أنهُ سيكون إعصارًا من الدرجة الرابعة حسبَ مقياس سفير-سمبسون. حينَما اقتربَ الإعصار من فلوريدا؛ بلغت ذروة الرياح حوالي 155 ميلا في الساعة (250 كم/ساعة) ثم بات أكثرَ قوة عندما اقتربَ من مكسيكو بيتش ليكونَ بذلك أقوى عاصفة تضربُ تلك المنطقة طوالَ هذا الموسم. بحلول 10 تشرين الأول/أكتوبر؛ كان الإعصار قد حصدَ أرواح تسعة عشرَ شخصًا على الأقل بما في ذلك ثلاثة عشر في أمريكا الوسطى وستة في الولايات المتحدة أمّا في كوبا فقد تسببت الرياح العاتية في انقطاع خدمة الكهرباء عن حوالي 200.000 منزل.

## التاريخ

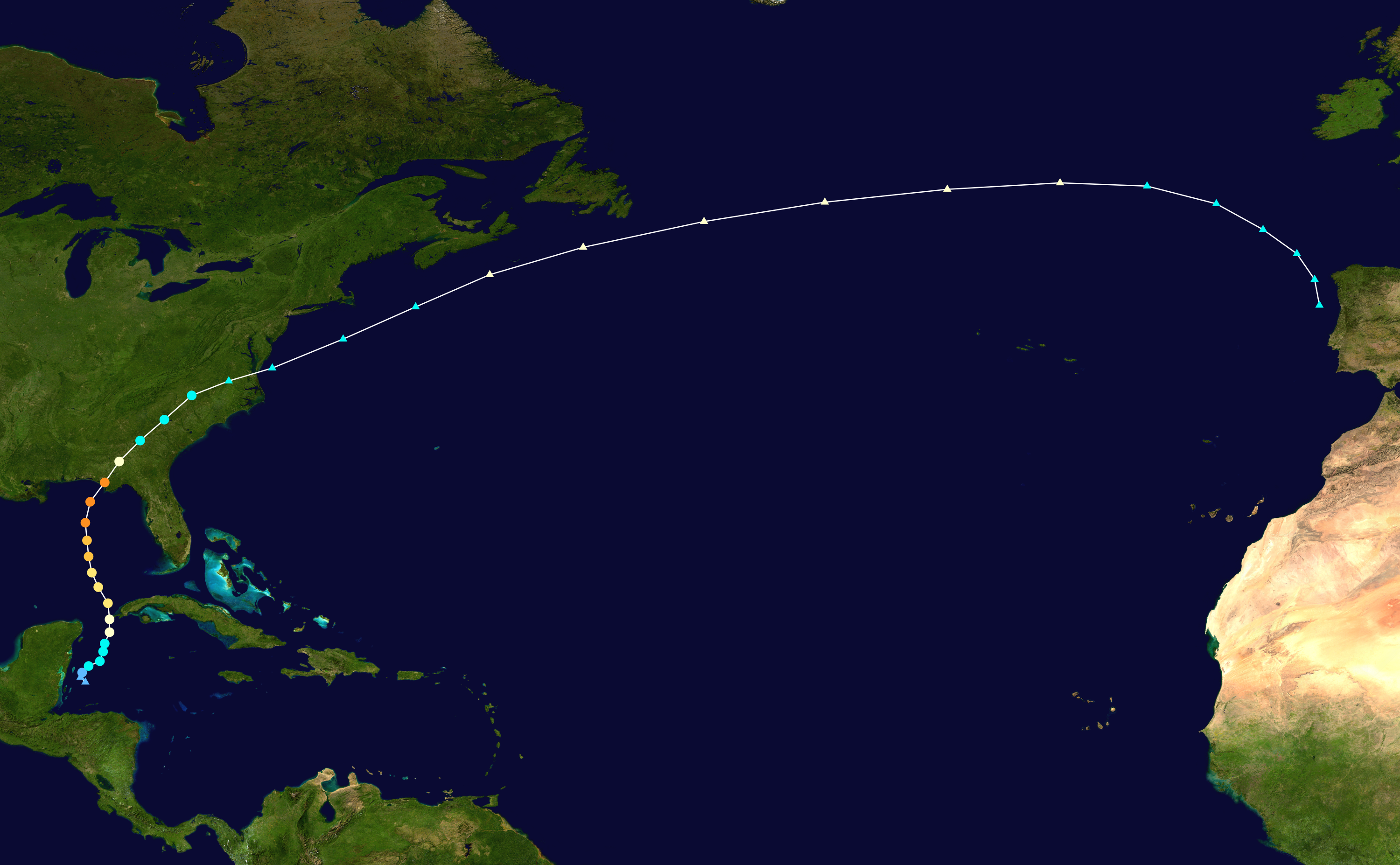
خريطة تُظهر مسار إعصار مايكل منذ نشأتهِ إلى حين تلاشيه

في وقت مبكرٍ من يوم 2 أكتوبر؛ رصدت وكالة الأرصاد الجويّة الأمريكية مساحة واسعة من مُنخفضٍ جوي على مستوى غرب البحر الكاريبي. ازدادت قوة وشدّة الإعصار بشكل تدريجي ثمّ توجهَ شمالا فشرقًا باتجاه شبه جزيرة يوكاتان. قبل 6 أكتوبر؛ كانت معالِمُ الأعصار مبهمة نوعًا ما لكن وبالرغم من ذلك فقد حذرت الوكالة بشأن احتمال نشوء إعصار مداري على الساعة 21:00 بالتوقيت العالمي من ذلك اليوم. فِي صباح يوم 7 أكتوبر؛ بدأت الشركات الكُبرى في الاستعدادِ لما قد يحصل كما عملت على مُتابعة آخر الأخبار بشأنِ الإعصار. ظهرَ إعصار مايكل في ذلك اليوم وتبيّن أنه عبارة عن عاصفة استوائية بحلول 16:55 بالتاريخ المحلي. في السياق ذاته؛ أرسلت الولايات المُتحدة طائرات استطلاع للتحقق منَ العاصفة.

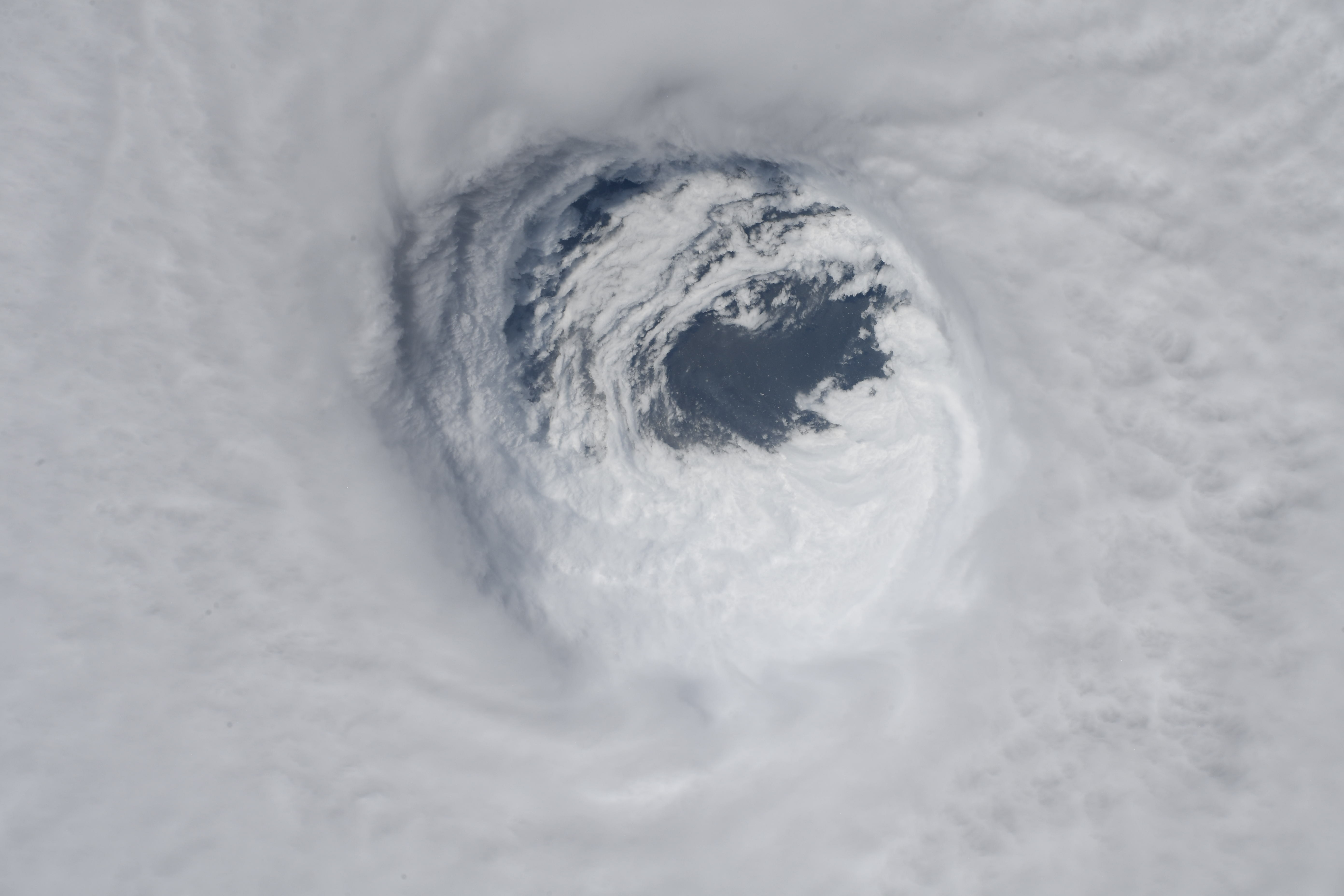
صورة تُبرز عين إعصار مايكل (التقطتها محطة الفضاء الدولية يوم 10 أكتوبر)

بعد ذلك بوقت قصير؛ حصلَ تعمقٌ سريع ترتب عنه تزايد في شدة وسرعةِ الإعصار الذي اندفعَ باتجاه قناة يوكاتان في خليج المكسيك في وقت متأخر من يوم 8 أكتوبر ثم وصلَ إلى غرب كوبا. تسارعت عمليات التكاثف في 9 أكتوبر ثم أصبحَ مايكل إعصارًا كبيرًا في تمام الساعة 21:00 بالتوقيت العالمي. بالإضافة إلى ذلك؛ لوحظَ انخفاض العين إلى 20 مـم.بار (0.59 inHg) في غضون 6 ساعات في الساعات الأولى من 10 أكتوبر. بلغَ التكثيف السريع المستمر طوال اليوم ذروته بحلول 18:00 بالتوقيت العالمي ثم بلغت سرعة الرياح 155 ميلا في الساعة (250 كم/ساعة) كحد أدنى وسط ضغط بلغَ 919 مليبار (27.14 بوصة زئبقية). وصلَ الإعصار إلى يابسة مكسيكو بيتش ليكونَ بذلك ثالث أشد إعصار يضربُ المحيط الأطلسي.

## الاستعدادات

### الولايات المتحدة

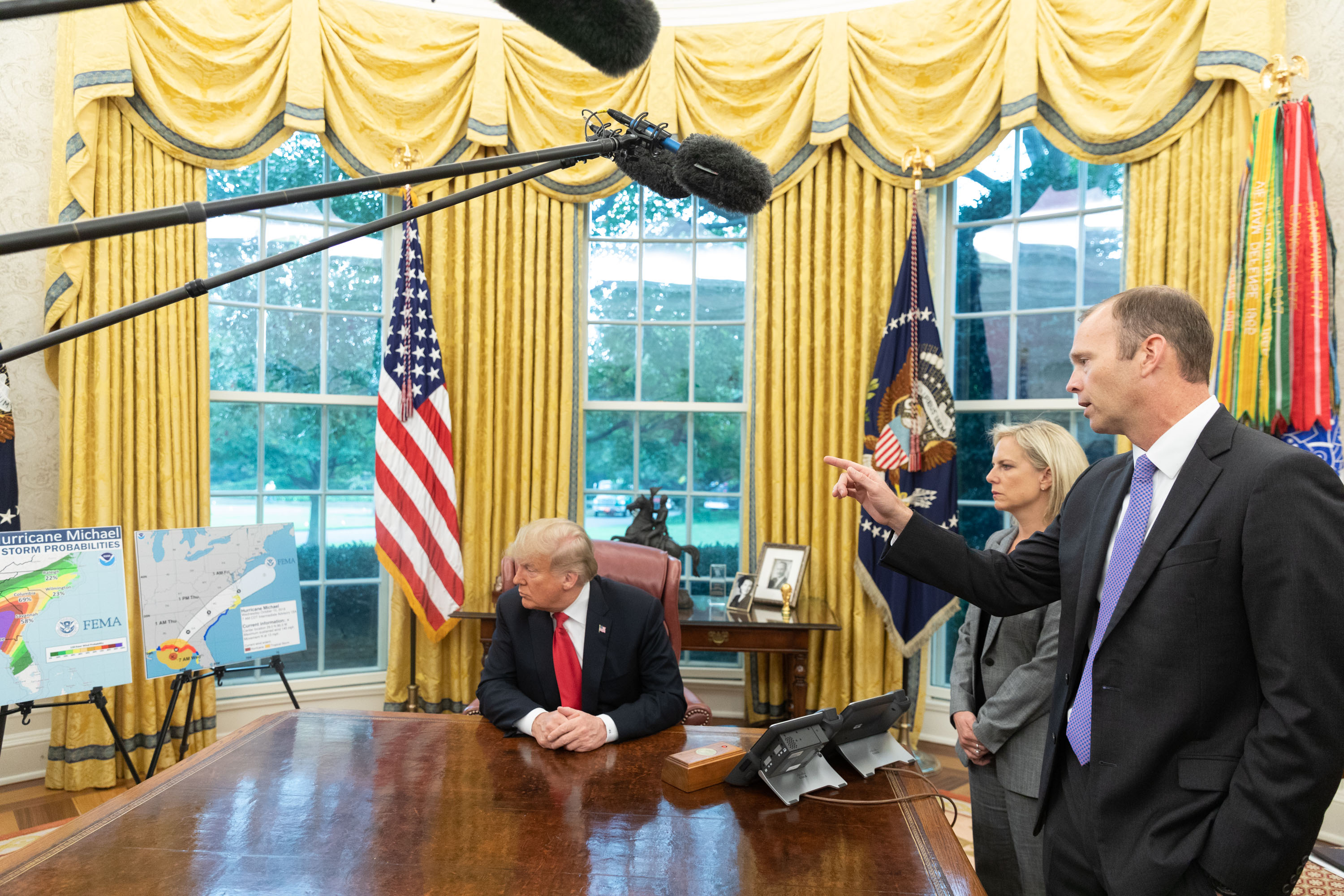
الرئيس دونالد ترامب خلالَ مؤتمر صحفي في المكتب البيضاوي لمناقشة إعصار مايكل وما يتوجبُ فعله

في السابع من أكتوبر؛ أعلنَ ريك سكوت عن إمكانية فرض حالة الطوارئ لمدة معينة في ولاية فلوريدا وذلكَ في حالة ما لزم الأمر كما أقدمَ ريك على تقديم المشورة للسكان من أجل الاستعداد للعاصفة. في ذلك اليوم؛ أُعلنت حالة الطوارئ في 26 محافظة وفي تسعِ مقاطعات أخرى. طلبَ سكوت كذلكَ من الرئيس دونالد ترامب الإعلان عن حالة طوارئ في 35 مقاطعة أخرى وهذا ما وافقَ عليه ترامب في 9 شرين الأول/أكتوبر. أصدر مسؤولي مقاطعات باي، غولف، وواكولا أوامرَ بالإخلاء الإجباري لأولئك الذين يعيشون بالقرب من الساحل في منازل متنقلة أو مساكنَ ثابتة. تم إغلاق الحرم الجامعي لجامعة ولاية فلوريدا كما أُغلقت معظم المدارس في تالاهاسي وفي بنما سيتي وذلك من 9 إلى 12 أكتوبر وقد تُمدد حتى الخامس عشر من نفس الشهر.
أعلنَ حاكم ولاية جورجيا ناثان عن حالة الطوارئ لمدة لم يُحددها في 92 مقاطعة في جنوب ووسط الولاية في 9 تشرين الأول/أكتوبر. أخلت الدولة 375.000 مواطنًا وذلك استعدادًا لما هو قادم.

## التأثير
| البلد            | عدد الوفيات |
| ---------------- | ----------- |
| هندوراس          | 6           |
| نيكاراغوا        | 4           |
| السلفادور        | 3           |
| الولايات المتحدة | 6           |
| المجموع          | 19          |

### أمريكا الوسطى
تسبب إعصار مايكل في فيضانات كبيرة في جميع أنحاء أمريكا الوسطى مما تسبب في مقتل ثلاثة عشر شخصًا على الأقل: ستة في هندوراس، أربعة في نيكاراغوا وثلاثة في السلفادور. بالإضافة إلى ذلك؛ فقد تضرّر حوالي 2000 منزلًا في نيكاراغوا فيما أُجليّ حوالي 1,115. أما في السلفادور فقد تضررَ 253 منزلا مُقابلَ 180 في الهندوراس. جديرٌ بالذكر هنا أنّ أكثر من 22,700 شخصًا قد تضرروا بشكلٍ مباشر في البلدان الثلاثة.

### كوبا
أُجليَ حوالي 300 شخص في غرب كوبا بسبب العاصفة؛ 70% منهم في جزيرة خوفينتود التي حذرت السلطات من التواجد فيها خلال هذه الفترة. تسببت الرياح العاتية في انقطاع الكهرباء عن 200,651 شخص في محافظة بينار ديل ريو. في الوقت ذاته؛ أرسلت الحكومة 500 عامل إضافي لاستعادة الكهرباء في المنطقة.

### الولايات المتحدة
بلغت سرعة الرياح 155 ميلا في الساعة (250 كم/ساعة) وذلكَ في تمامِ الساعة 12:15 بالتوقيت المحلي (17:15 بالتوقيت العالمي) في مكسيكو بيتش بالقرب من قاعدة تيندال للقوات الجوية. في 10 تشرين الأول؛ ذكر حاكم ولاية فلوريدا ريك سكوت أن إعصار مايكل «هوَ أسوأ عاصفة تضربُ فلوريدا منذ أزيدَ من قرنٍ من الزمن.» بشكلٍ عام؛ تسبب الإعصار في انهيار بعضِ المنازل وجرف أخرى فيما انهارت عدّة سطوح. تمكنَ الحرس الوطني من إنقاذ حوالي 20 شخصًا مقابل أزيد من 300 حوصروا في إحدى البلدات الساحليّة. خلّفَ الإعصار كذلك أضرارًا على مستوى قاعدة تيندال للقوات الجوية كما تضرّر سقفها وذلك بعدما ضربتها رياح قوية وصلت سرعتها إلى 129 ميل/س (208 كم/س). أدّى الحطام على الطريق السريع إلى قطعِ الطريق بين بحيرة سيمينول وتلاهاسي وذلكَ على بعد 80 ميل (130 كـم). في تالاهاسي؛ سقطت عددٌ من الأشجار في مختلف أنحاء المدينة كما بقي حوالي 110.000 منزلًا وشركة بدون كهرباء مُقابل فشلِ نظام الصرف الصحي. في تشاتاهوتشي؛ أُخلي مستشفى فلوريدا الذي يعد أقدم وأكبر مستشفى للأمراض النفسية في المنطقة مما دفع بالسلطات إلى تحريك عددٍ من المروحيات لتقديم أفضل للمساعدة هناك.
| الرتبة                    | الاسم             | الموسم | الضغط على مُستوى اليابسة   |
| ------------------------- | ----------------- | ------ | ------------------------- |
| 1                         | إعصار عيد العمال  | 1935   | 892 مليبار (هيكتو باسكال) |
| 2                         | إعصار كاميل       | 1969   | 900 مليبار (هيكتو باسكال) |
| 3                         | إعصار مايكل       | 2018   | 919 مليبار (هيكتو باسكال) |
| 4                         | إعصار كاترينا     | 2005   | 920 مليبار (هيكتو باسكال) |
| 4                         | إعصار ماريا       | 2017   | 920 مليبار (هيكتو باسكال) |
| 6                         | إعصار أندرو       | 1992   | 922 مليبار (هيكتو باسكال) |
| 7                         | إعصار إنديانولا   | 1886   | 925 مليبار (هيكتو باسكال) |
| 8                         | إعصار غوام        | 1900   | 926 مليبار (هيكتو باسكال) |
| 9                         | إعصار فلوريدا كيز | 1919   | 927 مليبار (هيكتو باسكال) |
| 10                        | إعصار إل          | 1928   | 929 مليبار (هيكتو باسكال) |
| المصدر: قسم بحوث الأعاصير |                   |        |                           |

## السجلات
بلغت سرعة الرياح 155 ميلا في الساعة (250 كم/ساعة) وسط ضغط سُجل في حدود 919 مليبار على مستوى اليابسة لذلك يُعدّ إعصار مايكل هو أشد إعصار يضربُ الولايات المتحدة منذ إعصار كميل في عام 1969 والذي بلغَ ضغطهُ 900 مليبار كما يُعتبر أقوى إعصار من حيثُ سرعة الرياح منذ أندرو في عام 1992 الذي سجّل 165 ميلا في الساعة (270 كم/ساعة). جنبًا إلى جنب مع إعصار ماريا في عام 2017 وإعصار عام 1900 فإنّ إعصار مايكل هوَ سادس أقوى إعصار مداري من حيث سرعة الرياح يضربُ أمريكا –بما في ذلك أقاليم ما وراء البحار– وهو رابع أقوى إعصار من حيثُ الشدة يضربُ الولايات الأمريكية المتجاورة.
مايكل هو أقوى إعصار يضربُ ولاية فلوريدا وكذَا خليج المكسيك والبحر الكاريبي منذُ عام 1851.